# Velká Hleďsebe
Velká Hleďsebe är en ort i Tjeckien.   Den ligger i regionen Karlovy Vary, i den västra delen av landet, 130 km väster om huvudstaden Prag. Velká Hleďsebe ligger 558 meter över havet och antalet invånare är 2 164.
Terrängen runt Velká Hleďsebe är platt söderut, men norrut är den kuperad. Velká Hleďsebe ligger nere i en dal. Runt Velká Hleďsebe är det glesbefolkat, med 20 invånare per kvadratkilometer. Närmaste större samhälle är Mariánské Lázně, 2,4 km öster om Velká Hleďsebe. I omgivningarna runt Velká Hleďsebe växer i huvudsak blandskog.